# Copa espanyola de bàsquet femenina 1986-1987
La Copa de la Reina de bàsquet 1986-87 fou la vint-i-cinquena edició de la Copa espanyola de bàsquet. Se celebrà el 19 i 20 de desembre de 1986 al Pavelló Municipal de Santa Cruz de Tenerife i fou organitzada per la Federació Espanyola de Basquetbol. Hi participaren els quatre millors classificats de la primera volta de la Primera Divisió femenina, el Sabor d'Abans Tortosa, vigent campió, l'Arjeriz Xuncas, el Coronas Tenerife i el Kerrygold Gran Canaria. La competició es disputà en format d'eliminació directa, amb semifinals, tercer i quart lloc i final. El torneig fou retransmès en directe per Televisió Espanyola.
Es proclamà campió el Sabor d'Abans Tortosa, que guanyà el seu segon títol de la competició. La pivot catalana, Rosa Castillo, fou escollida millor jugadora de la final, mentre que la jugadora nord-americana del Coronas Tenerife, Cook, fou la màxima anotadora del torneig.

## Competició

### Quadre de competició
|  | Semifinals                 | Semifinals    |                            |    | Final | Final |
|  |                            |               |                            |    |       |       |
|  | 19 de desembre 19:30 UTC+0 |               |                            |    |       |       |
|  |                            |               |                            |    |       |       |
|  | Arjeriz Xuncas             | 79            |                            |    |       |       |
|  | Arjeriz Xuncas             | 79            | 20 de desembre 19:00 UTC+0 |    |       |       |
|  | Kerrygold Gran Canaria     | 69            |                            |    |       |       |
|  | Kerrygold Gran Canaria     | 69            | Arjeriz Xuncas             | 57 |       |       |
|  | 19 de desembre 21:15 UTC+0 |               | Arjeriz Xuncas             | 57 |       |       |
|  |                            | Sabor d'Abans | 84                         |    |       |       |
|  | Sabor d'Abans              | Sabor d'Abans | 84                         | 75 |       |       |
|  | Sabor d'Abans              |               |                            | 75 |       |       |
|  | Coronas Tenerife           | 59            |                            |    |       |       |
|  | Coronas Tenerife           | 59            | Tercer i quart lloc        |    |       |       |
|  |                            |               |                            |    |       |       |
|  | 20 de desembre 17:00 UTC+0 |               |                            |    |       |       |
|  |                            |               |                            |    |       |       |
|  | Kerrygold Gran Canaria     | 69            |                            |    |       |       |
|  | Kerrygold Gran Canaria     | 69            |                            |    |       |       |
|  | Coronas Tenerife           | 70            |                            |    |       |       |

### Semifinals

#### Arjeriz Xuncas vs. Kerrygold Gran Canaria
| 19 de desembre de 1986 19:30 UTC+0 Informe | Arjeriz Xuncas                              | 79–69 | Kerrygold Gran Canaria                              | Pavelló Municipal, Santa Cruz de Tenerife Àrbitres: Fernández i Galerón |
| 19 de desembre de 1986 19:30 UTC+0 Informe | Resultat per meitats: 36-45, 43-24          |       |                                                     | Pavelló Municipal, Santa Cruz de Tenerife Àrbitres: Fernández i Galerón |
| 19 de desembre de 1986 19:30 UTC+0 Informe | Pts: Gant 24 Rebs: Gwyn 15 Assist: Sureda 2 |       | Pts: Hernández 19 Rebs: Mbulito 8 Assist: Santana 2 | Pavelló Municipal, Santa Cruz de Tenerife Àrbitres: Fernández i Galerón |

#### Sabor d'Abans Tortosa vs. Coronas Tenerife
| 19 de desembre de 1986 21:15 UTC+0 Informe | Sabor d'Abans Tortosa                                | 75–59 | Coronas Tenerife                             | Pavelló Municipal, Santa Cruz de Tenerife Àrbitres: Gárate i Rodríguez Blandón |
| 19 de desembre de 1986 21:15 UTC+0 Informe | Resultat per meitats: 35-25, 40-34                   |       |                                              | Pavelló Municipal, Santa Cruz de Tenerife Àrbitres: Gárate i Rodríguez Blandón |
| 19 de desembre de 1986 21:15 UTC+0 Informe | Pts: Junyer 22 Rebs: Andrikowski 12 Assist: Zapata 2 |       | Pts: Cook 24 Rebs: Davis 11 Assist: Pintor 2 | Pavelló Municipal, Santa Cruz de Tenerife Àrbitres: Gárate i Rodríguez Blandón |

### Tercer i quart lloc
Disputaren la final de consolació els dos equips canaris. Guanyà per la mínima el Coronas Tenerife al Kerrygold de Las Palmas per 70 a 69. Destacaren, Doerner, amb 27 punts i 9 rebots, per part canària, i, Cook, amb 23 punts i 2 assistències, per part tinerfenca.
| 20 de desembre de 1986 17:00 UTC+0 Informe | Kerrygold Gran Canaria                            | 69–70 | Coronas Tenerife                                   | Pavelló Municipal, Santa Cruz de Tenerife Àrbitres: Fernández i Galerón |
| 20 de desembre de 1986 17:00 UTC+0 Informe | Resultat per meitats: 34-36, 35-34                |       |                                                    | Pavelló Municipal, Santa Cruz de Tenerife Àrbitres: Fernández i Galerón |
| 20 de desembre de 1986 17:00 UTC+0 Informe | Pts: Doerner 27 Rebs: Doerner 9 Assist: Santana 1 |       | Pts: Cook 23 Rebs: Davis 12 Assist: Pintor, Cook 2 | Pavelló Municipal, Santa Cruz de Tenerife Àrbitres: Fernández i Galerón |

## Final
L'Arjeriz Xuncas i el Sabor d'Abans Tortosa disputaren la final de la Copa de la Reina 1986-87. Durant els primers deu minuts, hi hagué una igualtat en els dos equips; tanmateix, a partir de la segona part el club tortosí arribà a tenir una diferència superior als 20 punts que mantingué fins al final, amb una actuació destacada d'Anna Junyer i de Rosa Castillo. Al final del partit, s'imposa el Sabor d'Abans Tortosa per 84 a 57 a l'Arjeriz Xuncas. El club tortosí guanyà la seva segona Copa de la Reina consecutiva i Rosa Castillo fou escollida millor jugadora de la final.
| 20 de desembre de 1986 19:00 UTC+0 Informe | Arjeriz Xuncas                                           | 57–84 | Sabor d'Abans Tortosa                                 | Pavelló Municipal, Santa Cruz de Tenerife Àrbitres: Gárate i Rodríguez Blandón MVP: Rosa Castillo |
| 20 de desembre de 1986 19:00 UTC+0 Informe | Resultat per meitats: 31-41, 26-43                       |       |                                                       | Pavelló Municipal, Santa Cruz de Tenerife Àrbitres: Gárate i Rodríguez Blandón MVP: Rosa Castillo |
| 20 de desembre de 1986 19:00 UTC+0 Informe | Pts: Gant 17 Rebs: Gwyn 12 Assist: Gonzalo, Eizaguirre 1 |       | Pts: Junyer 21 Rebs: Andrikowski 6 Assist: Castillo 3 | Pavelló Municipal, Santa Cruz de Tenerife Àrbitres: Gárate i Rodríguez Blandón MVP: Rosa Castillo |

| Arjeriz Xuncas | Sabor d'Abans |

| #             | Pos.  | Jugadora       | Pts | Rbs. | Ass. |
| ------------- | ----- | -------------- | --- | ---- | ---- |
| 4             | B     | Cantalapiedra  | N/D | N/D  | N/D  |
| 5             | P     | Althea Gwyn    | 9   | 12   | 0    |
| 6             | E     | Salgado        | N/D | N/D  | N/D  |
| 7             | E     | Rozas          | N/D | N/D  | N/D  |
| 8             | AP    | Ángeles Araújo | 4   | 0    | 0    |
| 9             | P     | Wonny Geuer    | 12  | 6    | 0    |
| 10            | B     | Nieves Gonzalo | 2   | 0    | 1    |
| 11            | P     | Ana Eizaguirre | 9   | 3    | 1    |
| 12            | E     | Pam Gant       | 17  | 2    | 0    |
| 13            | A     | Latas          | N/D | N/D  | N/D  |
| 14            | A     | Sureda         | 4   | 0    | 0    |
| Total         | Total | Total          | 69  | 23   | 2    |
| Entrenador    |       |                |     |      |      |
| Victor Varela |       |                |     |      |      |

| Campió de la Copa de la Reina 1986-87 |
| ------------------------------------- |
| Sabor d'Abans Tortosa Segon títol     |
| MVP                                   |
| Rosa Castillo                         |

| #            | Pos.  | Jugadora        | Pts | Rbs. | Ass. |
| ------------ | ----- | --------------- | --- | ---- | ---- |
| 4            | P     | Turata          | N/D | N/D  | N/D  |
| 5            | E     | Lícia Barragán  | N/D | N/D  | N/D  |
| 6            | AP    | Rosa Castillo   | 15  | 5    | 3    |
| 7            | A     | Concha Zapata   | 2   | 0    | 0    |
| 8            | B     | Pilar Bilbao    | 3   | 2    | 0    |
| 9            | AP    | Maureen Formico | 2   | 0    | 1    |
| 10           | B     | Anna Junyer     | 21  | 1    | 1    |
| 11           | P     | Andrikowski     | 13  | 6    | 0    |
| 12           | E     | Roser Llop      | 16  | 1    | 1    |
| 13           | P     | Gina Elias      | 10  | 3    | 0    |
| 14           | P     | Solana          | 2   | 1    | 0    |
| Total        | Total | Total           | 84  | 19   | 6    |
| Entrenadora  |       |                 |     |      |      |
| Maria Planas |       |                 |     |      |      |

## Estadístiques
| Classificació final | Classificació final    | Classificació final | Classificació final | Classificació final | Classificació final | Classificació final | Classificació final |
| Pos,                | Club                   | PJ                  | PG                  | PP                  | PF                  | PC                  | BA                  |
| ------------------- | ---------------------- | ------------------- | ------------------- | ------------------- | ------------------- | ------------------- | ------------------- |
| 1                   | Sabor d'Abans Tortosa  | 2                   | 2                   | 0                   | 159                 | 116                 | +43                 |
| 2                   | Arjeriz Xuncas         | 2                   | 1                   | 1                   | 136                 | 153                 | -17                 |
| 3                   | Coronas Tenerife       | 2                   | 1                   | 1                   | 129                 | 144                 | -15                 |
| 4                   | Kerrygold Gran Canaria | 2                   | 0                   | 2                   | 138                 | 149                 | -11                 |

| Màxima anotadora | Màxima anotadora | Màxima anotadora | Màxima anotadora | Màxima anotadora |
| #                | Nom              | PT               | PPP              | PJ               |
| ---------------- | ---------------- | ---------------- | ---------------- | ---------------- |
| 1                | Cook             | 47               | 23,5             | 2                |
| 2                | Pam Gant         | 41               | 20,5             | 2                |
| 3                | Doerner          | 42               | 21,0             | 2                |
| 4                | Anna Junyer      | 43               | 21,5             | 2                |
| 5                | Rosa Castillo    | 34               | 17,0             | 2                |